# Kattarpa sjö
Kattarpa sjö är en sjö i Svenljunga kommun i Västergötland och ingår i Ätrans huvudavrinningsområde. Sjön är 10 meter djup, har en yta på 0,0463 kvadratkilometer och är belägen 177 meter över havet.

## Delavrinningsområde
Kattarpa sjö ingår i det delavrinningsområde (635358-133079) som SMHI kallar för Nedlagd mätstation. Medelhöjden är 176 meter över havet och ytan är 24,86 kvadratkilometer. Räknas de 84 avrinningsområdena uppströms in blir den ackumulerade arean 2 284,08 kvadratkilometer. Avrinningsområdets utflöde Ätran mynnar i havet. Avrinningsområdet består mestadels av skog (84 procent). Avrinningsområdet har 0,51 kvadratkilometer vattenytor vilket ger det en sjöprocent på 2 procent.